# Nicholas Britell
Nicholas Britell (New York, 17 ottobre 1980) è un compositore, pianista e produttore cinematografico statunitense.
È stato candidato all'Oscar alla migliore colonna sonora e il Golden Globe per la migliore colonna sonora originale del film Moonlight (2016). Nel 2018, Britell ha collaborato con il regista di Moonlight, Barry Jenkins, nel film Se la strada potesse parlare (If Beale Street Could Talk) (2018) ed è stato nuovamente nominato per la migliore colonna sonora originale agli Oscar 2019. Nel 2018 Britell ha anche recitato nel film Vice - L'uomo nell'ombra di Adam McKay, che ha ottenuto 8 nomination agli Academy Award nel 2019, tra cui quello per il miglior film. Il 2018 ha anche segnato l'ingresso di Britell in televisione partecipando a tutti i 10 episodi della serie originale della HBO, Succession, per la quale ha portato a casa il premio Hollywood Music in Media Awards per la migliore colonna sonora originale in una serie TV / serie limitata.

## Biografia
Britell è cresciuto in una famiglia ebrea, a New York City. Si è laureato alla scuola di preparazione al college, Hopkins School, nel 1999. Britell si è laureato alla Pre-College Division della Juilliard School e ha conseguito la laurea all'Università di Harvard nel 2003. A scuola, è stato membro del gruppo strumentale hip-hop, The Witness Protection Program, dove ha suonato tastiere e sintetizzatori. Britell fa parte di una generazione emergente di compositori e artisti che attingono da una gamma eclettica di influenze. Il suo lavoro è ispirato a Rachmaninoff, Gershwin, Philip Glass e Zbigniew Preisner, nonché ai produttori Quincy Jones e Dr. Dre.

## Filmografia

### Compositore

#### Cinema
- New York, I Love You, regia collettiva (2009) - (nell'episodio diretto da Natalie Portman)
- Gimme the Loot, regia di Adam Leon (2012)
- 12 anni schiavo (12 Years a Slave), regia di Steve McQueen (2013)
- Sognare è vivere (A Tale of Love and Darkness), regia di Natalie Portman (2015)
- La grande scommessa (The Big Short), regia di Adam McKay (2015)
- Free State of Jones, regia di Gary Ross (2016)
- Moonlight, regia di Barry Jenkins (2016)
- Tramps, regia di Adam Leon (2016)
- La battaglia dei sessi (Battle of the Sexes), regia di Jonathan Dayton e Valerie Faris (2017)
- Se la strada potesse parlare (If Beale Street Could Talk), regia di Barry Jenkins (2018)
- Vice - L'uomo nell'ombra (Vice), regia di Adam McKay (2018)
- Il re (The King), regia di David Michôd (2019)
- Crudelia (Cruella), regia di Craig Gillespie (2021)
- Don't Look Up, regia di Adam McKay (2021)
- Carmen, regia di Benjamin Millepied (2022)
- Anche io (She Said), regia di Maria Schrader (2022)
- Jay Kelly, regia di Noah Baumbach (2025)

#### Televisione
- Haiti: Where Did the Money Go, regia di Michele Mitchell – documentario TV (2012)
- The Seventh Fire, regia di Jack Riccobono – documentario TV (2015)
- Succession – serie TV, 39 episodi (2018-2023)
- La ferrovia sotterranea (The Underground Railroad) – miniserie TV, 10 puntate (2021)
- Winning Time - L'ascesa della dinastia dei Lakers (Winning Time: The Rise of the Lakers Dynasty) – serie TV, 10 episodi (2022)
- Andor – serie TV, 12 episodi (2022)

### Attore
- Domino One, regia di Nick Louvel (2005)
- Portals, regia di Kate Hackett e Benjamin Millepied (2011)

### Produttore
- Whiplash, regia di Damien Chazelle - cortometraggio (2013)
- Whiplash, regia di Damien Chazelle (2014)
- Hearts & Arrows, regia di Benjamin Millepied - cortometraggio (2015)